# حیات وحش اسرائیل

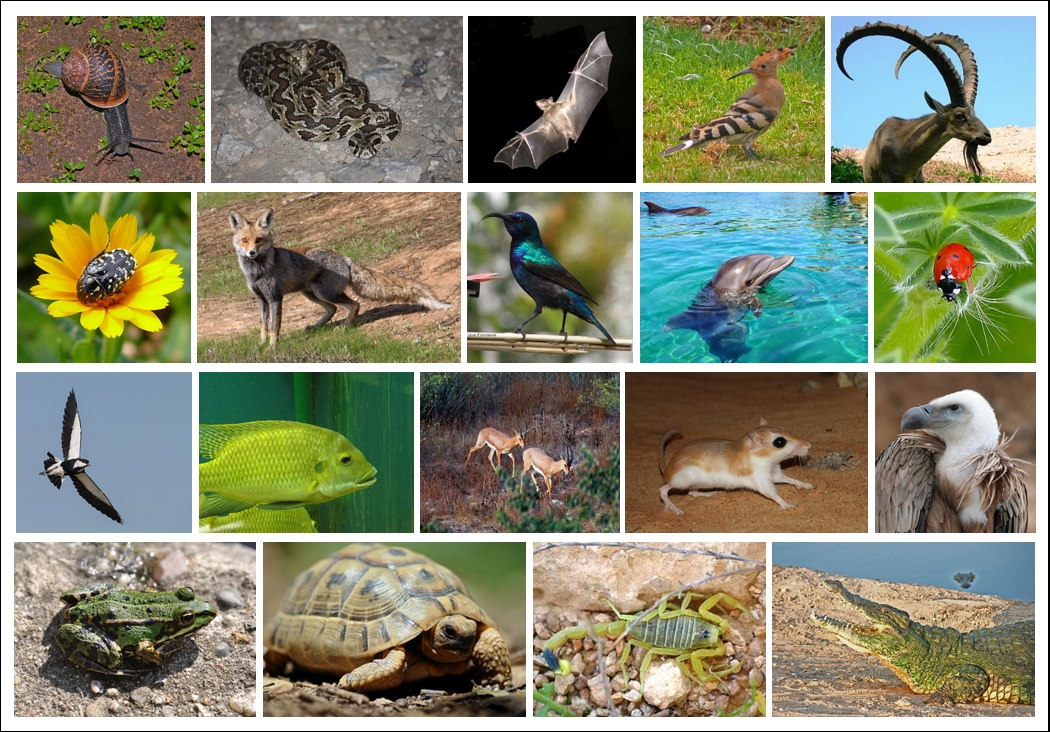
جانوران اسرائیل

حیات وحش اسرائیل شامل گیاگان و زیاگان این کشور است که به علت موقعیت این کشور میان مناطق معتدل و استوایی و داشتن مرز با دریای مدیترانه در غرب و وجود بیابان در شرق بسیار گوناگون است. گونه‌هایی همچون خرس قهوه‌ای سوری و شترمرغ عربی در این کشور به علت نابودی زیستگاهشان از بین رفته‌اند. در ماه مه سال ۲۰۰۷، ۱۹۰ ذخیره‌گاه طبیعی در اسرائیل تأسیس شده بودند.